# Hufiec Wałbrzych-Powiat
Hufiec Wałbrzych-Powiat powstał w wyniku decyzji komendanta Chorągwi Dolnośląskiej spowodowanej wzrostem liczebności Hufca Wałbrzych, którego podzielono na dwa: Hufiec Wałbrzych-Miasto i Hufiec Wałbrzych-Powiat. Oboma hufcami kierował Alojzy Ciasnocha.
Podział ten miał usprawnić pracę, zapewnić drużynom większą pomoc ze strony hufca, ale przydzielenie jednej osobie dwóch funkcji spowodowało skutek odwrotny.
W wyniku zmian organizacyjnych i programowych w ZHP z funkcji komendanta hufca zostaje zwolniony w dn. 10 V 1947 r. Alojzy Ciasnocha, a jego miejsce zajmuje podharcmistrz Zbigniew Wesołowski, który swoją funkcję pełni do 1 X 1948 r.  kiedy Hufiec Wałbrzych-Miasto i Hufiec Wałbrzych-Powiat zostają połączone.